# Sant Andreu de Borrassà
Sant Andreu de Borrassà és una església del municipi de Borrassà (Alt Empordà) inclosa en l'Inventari del Patrimoni Arquitectònic de Catalunya.

## Descripció

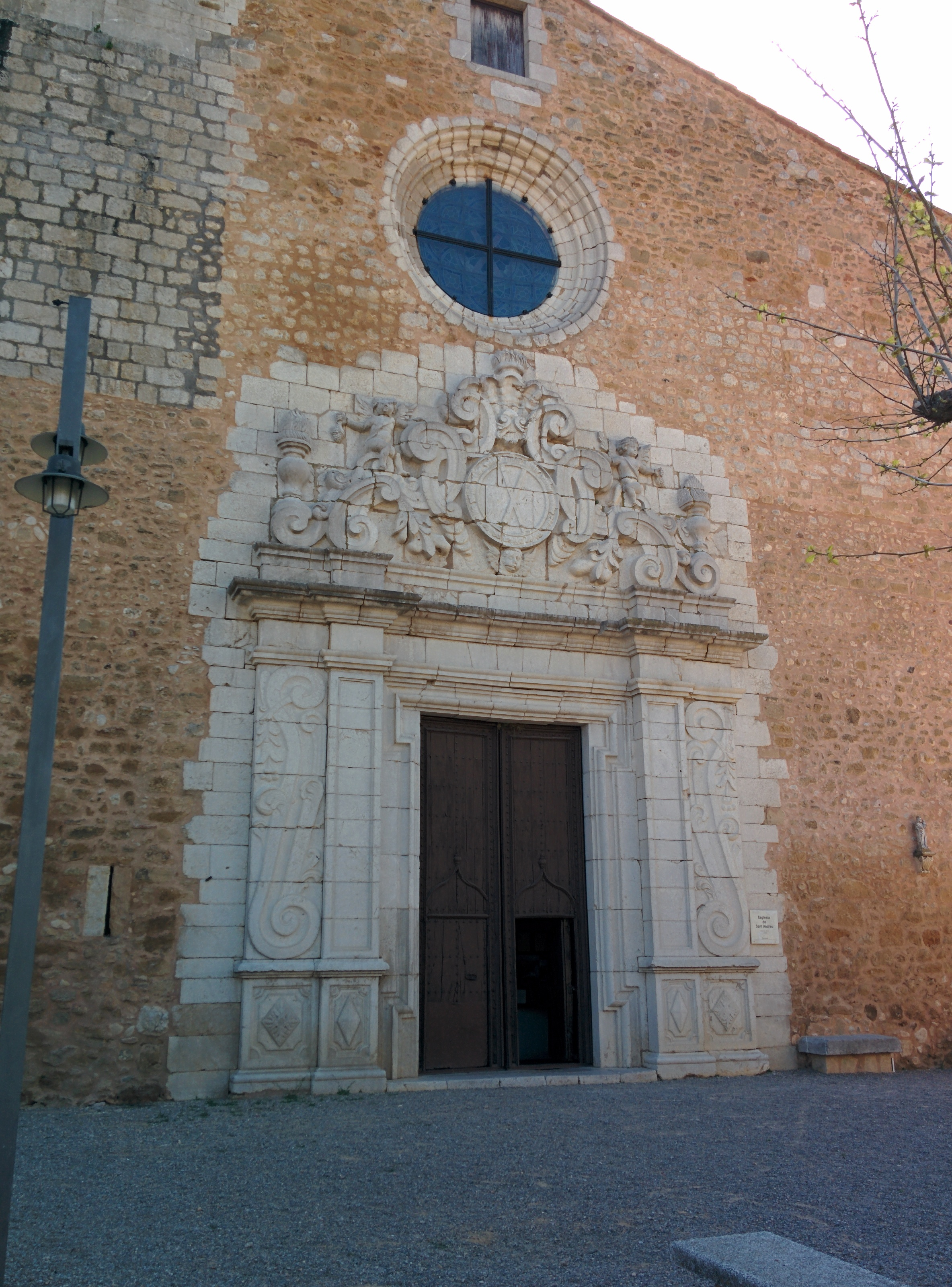

Església situada al centre del poble, al costat de l'ajuntament. L'actual església es finalitzà el segle xviii, però hi ha restes anteriors: la façana de tramuntana, on es conserva l'antic mur de la nau i l'inici d'un absis semicircular. Amb un aparell de còdols i d'altres pedres que formen en algun indret filades en opus spicatum. Són les restes d'una església del segle x.
L'església actual sobresurt per la seva façana i pel campanar. És d'una nau, amb capçalera pentagonal i cinc capelles laterals a banda i banda. En el pis superior n'hi ha quatre per banda, emmarcades en pedra i comunicades per portes arquejades. Hi ha un cor amb barana neoclàssica de fusta. Darrere l'altar major i presidint la nau hi ha un pantocràtor i un plafó amb apòstols a cada costat, és un tríptic en mosaic força recent. Darrere la taula de l'altar hi ha dues escultures (Sant Andreu i Sant Sebastià). Del terra de la nau, ara enllosat, en resten algunes làpides. La volta de creueria, té sis claus de volta. L'aparell a l'exterior apareix cobert d'un arrebossat i a l'interior els panys de paret de maçoneria estan recoberts de guix, les parts baixes són de pedra ben escairada. Pedra d'Avinyonet i pedra sorrenca.
La portalada principal és rectangular i es troba emmarcada per pilastres amb decoracions romboidals a la part inferior i dues volutes allargades en baix relleu als fusts. Sobre la cornisa, situada a la llinda, hi ha un escut esculpit de Sant Andreu, amb creu d'aspa dins d'un cercle, sostés per un àngel. Aquest es troba enmig d'un gran treball decoratiu en alt relleu, en forma de frontó, tot de motius vegetals i volutes de traça geomètrica, amb dos àngels a la part superior. Corona aquesta portada un rosetó vidriat amb l'aspa de Sant Andreu. Tota la portalada és feta amb pedra d'avinyonet.
El campanar té una base quadrada que es converteix en octagonal a partir de capitells amb fulles d'acant que es troben sota una cornisa poc sobresortida i molt motllurada, d'on arrenquen pilastres cantoneres que emmarquen arcuacions apuntades. Aquestes s'obrin quatre de les vuit. Per damunt seu percorre una nova cornisa amb dentat neoclàssic i a sobre encara apareixen els passejadors amb barana de pedra, envoltant el segon cos, també octogonal, més petit i de decoració més simple.

## Història

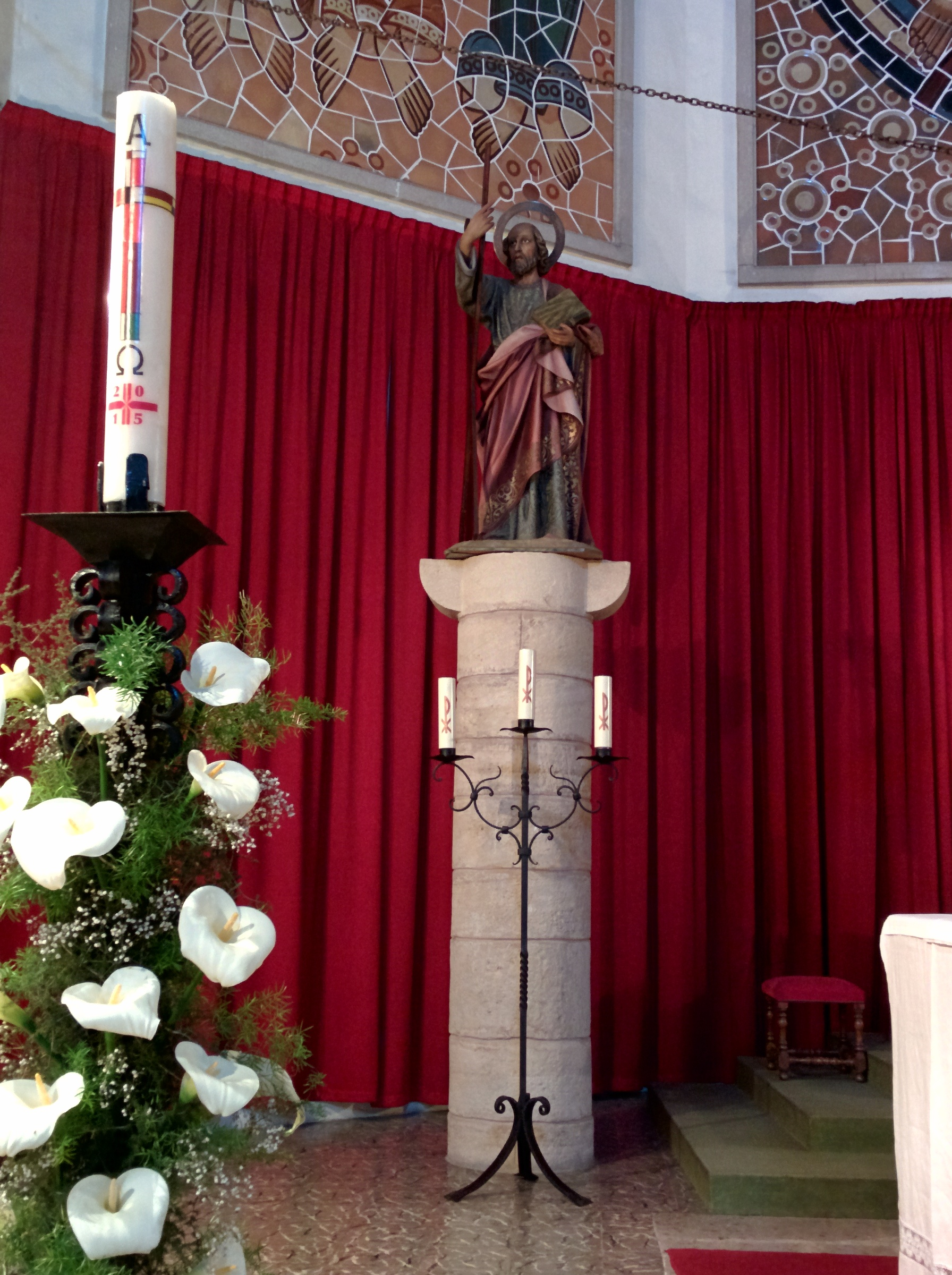
Sant Andreu apòstol

"Sancti Anreae" de Borrassà apareix esmentada en un document del 817. S'esmenta també els anys 1020,1093,1193 i 1123. Hom creu que aquesta documentació faria referència a una església romànica, damunt la qual s'edificà la del segle xviii.
L'actual església de Sant Andreu de Borrassà tindria diferents períodes constructius:
1- en una porta del presbiteri hi ha la data 1684 i en la finestra de la sagristia 1704.
2- en la llinda d'una finestra de les golfes hi ha la data 1746 i al costat de la gàrgola que recull l'aigua del teulat, 1765.
L'obra, si fem cas a aquestes dates, duraria uns 80 anys.
Durant la guerra gran l'església fou convertida en caserna.
En la construcció del campanar es necessitaren 12 anys, un exemple de la dificultat de la construcció es troba en que per realitzar cadascuna de les pedres que es troben a la base de les pilastres es necessitaven de 28 a 30 jornades.
Durant la guerra varen enderrocar uns pinacles rematats per boles que es trobaven als angles de la balaustrada.